# John Boehner
John Andrew Boehner (Reading (Ohio), 17 november 1949) is een Amerikaans oud-politicus van de Republikeinse Partij.
Boehner, een ondernemer van beroep, werkte van 1977 tot 1990 voor een klein bedrijf. Hij was lid van het Huis van Afgevaardigden van 1991 tot 2015. Van 2006 tot 2007 was hij meerderheidsleider, daarna was hij tot 2011 minderheidsleider. Hij was de voorzitter van het Huis van Afgevaardigden van 2011 tot 2015.

## Politiek
Tussen 1985 en 1990 was Boehner een afgevaardigde in het Huis van Afgevaardigden van de staat Ohio. In 1990 werd hij verkozen in het Amerikaanse Huis van Afgevaardigden, waar hij op 3 januari 1991 zitting nam.
Door zijn Republikeinse collega's werd hij verkozen om Tom DeLay als leider van de Republikeinse Partij (meerderheidsleider) in het Huis van Afgevaardigden op te volgen.
Bij de congresverkiezingen van 2010 wisten de Republikeinen een meerderheid in het Huis van Afgevaardigden te behalen. Hierdoor kon Boehner op 5 januari 2011 als voorzitter van het Huis van Afgevaardigden worden verkozen, waarmee hij de democrate Nancy Pelosi opvolgde. Eric Cantor volgde Boehner op als meerderheidsleider. Op 3 januari 2013 werd Boehner herkozen tot voorzitter van het Huis van Afgevaardigden. Op 25 september 2015 kondigde Boehner zijn aftreden als voorzitter aan. Hij werd opgevolgd door partijgenoot Paul Ryan.

## Persoonlijk
Boehner is de tweede van twaalf kinderen. Zijn ouders waren van Duitse afkomst. Hij is opgegroeid met bescheiden middelen, toch slaagde hij erin om als eerste van de familie een vervolgopleiding te gaan doen. Hij heeft allerlei baantjes gehad om zijn studie te bekostigen. In 1977 behaalde hij zijn Bachelor in business aan de Xavier University in Ohio.
Boehner is in 1973 getrouwd met Debbie, samen hebben ze twee dochters Lindsay en Tricia. Boehner is katholiek.
- Library of Congress Control Number: no2011146451
- National Archives and Records Administration: 185831519
- SNAC: w6379ndt
- Biographical Directory of the United States Congress: B000589
- Virtual International Authority File: 177323776
- WorldCat: E39PBJdh3fHWhvrY8jD6Gj6xjC